# Berneuil (Charente)
Berneuil é uma comuna francesa na região administrativa da Nova Aquitânia, no departamento de Charente. Estende-se por uma área de 16,55 km². Em 2010 a comuna tinha 317 habitantes (densidade: 19,2 hab./km²).